# Boris Fedotov
Boris Vasiljevitsj Fedotov (Russisch: Борис Васильевич Федотов) (10 augustus 1927 - Praag, 19 februari 1973) was een basketbalspeler en basketbalcoach die uitkwam voor de Sovjet-Unie. Hij kreeg de onderscheiding geëerde coach van de Sovjet-Unie en werd meester in de sport van de Sovjet-Unie.

## Carrière
Fedotov speelde zijn hele carrière van voor Dinamo Moskou. Met die club werd hij één keer landskampioen van de Sovjet-Unie in 1948. Na zijn spelerscarrière werd hij coach van Dinamo Moskou. Hij was jeugd coach van de Sovjet-Unie van verschillende leeftijden. Ook was Fedotov Assistent coach onder Hoofdcoach Vladimir Gorochov van het dames basketbalteam van de Sovjet-Unie. Hij won zilver op het Wereldkampioenschap in 1957.
Op 19 februari 1973 was Fedotov een van de inzittende van Aeroflot-vlucht 141 die neerstortte in Praag, Tsjecho-Slowakije. Fedotov werd begraven op de Vvedensky-begraafplaats in Moskou.

## Erelijst
- Landskampioen Sovjet-Unie: 1
  - Winnaar: 1948